# Пантен
Свети Пантен (на гръцки: Πάνταινος, Pantainos, Pantänus, Pantaenus; † ок. 216) е гръцки християнски теолог и философ-стоик от 2 век. сл. Хр. Чества се като католически светец на 7 юли, а като коптски на 22 юни.

## Религиозна дейност
Той основава „Катехизическото училище“ в Александрия или Александрийската богословска школа.
Около 185 г. Пантен е мисионер чак до Индия. Там той открива еврейското първоначално издание на Евангелието от Свети Евангелист Матей, което Свети Апостол Вартоломей оставил на младата община при своята мисия.
Свети Климент Александрийски, неговият най-известен ученик, го описва като сицилианец.